# Hóquei no gelo nos Jogos Olímpicos de Inverno de 1948

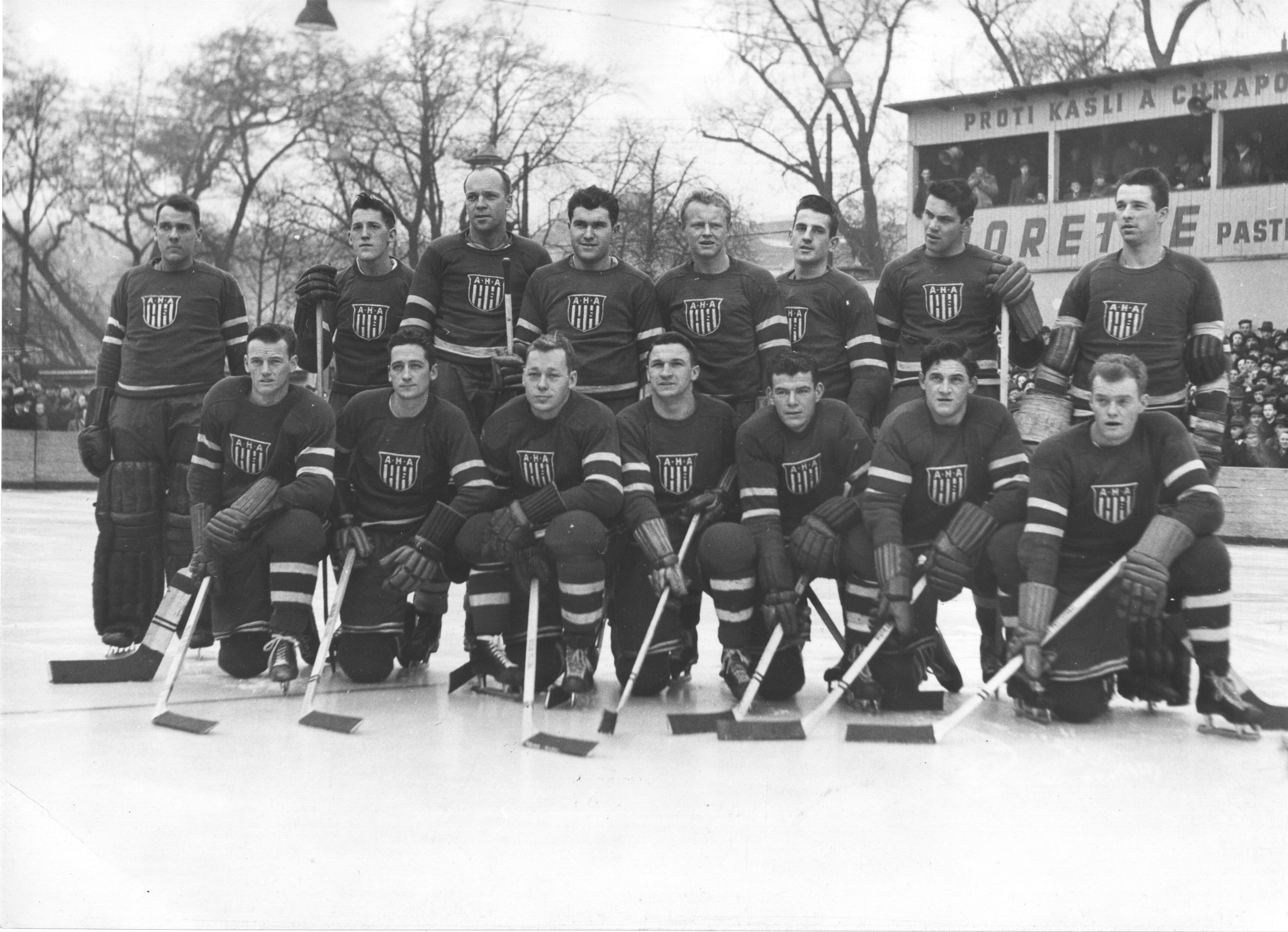
Time de hóquei olímpico dos EUA de 1948. Jogadores em ordem alfabética: Robert Baker, Robert Boeser, Bruce Cunliffe, Jack Garrity, Donald Geary, Goodwin Harding, Jack Kirrane, Jr., Bruce Mather, Al Opsahl, Fred Pearson, Stan Priddy, Jack Riley, Jr., Herb Van Ingen, Jr. (G), Ralph Warburton.

O torneio de hóquei no gelo nos Jogos Olímpicos de Inverno de 1948 foi disputado por nove equipes entre 30 de janeiro e 8 de fevereiro de 1948 em Saint Moritz.
A equipes dos Estados Unidos da América foi desclassificada por ter participado do torneio que duas equipes devido a divergência entre o comitê olímpico nacional e a federação norte-americana de hóquei.

## Medalhistas
|  | CAN Canadá |  | TCH Checoslováquia |  | SUI Suíça |
|  | Murray Dowey Bernard Dunster Jean Gravelle Patrick Guzzo Walter Halder Thomas Hibberd Henri-André Laperrière John Lecompte George Mara Albert Roméo Renaud Reginald Schroeter Irving Taylor |  | Vladimír Bouzek Augustin Bubník Jaroslav Drobný Přemysl Hainý Zdeněk Jarkovský Vladimír Kobranov Stanislav Konopásek Bohumil Modrý Miloslav Pokorný Václav Roziňák Miroslav Sláma Karel Stibor Vilibald Šťovík Ladislav Troják Josef Trousílek Oldřich Zábrodský Vladimír Zábrodský |  | Hans Bänninger Alfred Bieler Hanggi Boller Ferdinand Cattini Hans Cattini Hans Dürst Walter Dürst Emil Handschin Werner Lohrer Heini Lohrer Reto Perl Ulrich Poltera Gebhard Poltera Beat Rüedi Otto Schubiger Richard Torriani Hans Trepp |

## Fase única
| Equipe             | Pts | J | V | E | D | GP | GC  |
| ------------------ | --- | - | - | - | - | -- | --- |
| CAN Canadá         | 15  | 8 | 7 | 1 | 0 | 69 | 5   |
| TCH Checoslováquia | 15  | 8 | 7 | 1 | 0 | 80 | 18  |
| SUI Suíça          | 12  | 8 | 6 | 0 | 2 | 67 | 21  |
| SWE Suécia         | 8   | 8 | 4 | 0 | 4 | 55 | 28  |
| GBR Grã-Bretanha   | 6   | 8 | 3 | 0 | 5 | 39 | 47  |
| POL Polônia        | 4   | 8 | 2 | 0 | 6 | 29 | 97  |
| AUT Áustria        | 2   | 8 | 1 | 0 | 7 | 33 | 77  |
| ITA Itália         | 0   | 8 | 0 | 0 | 8 | 24 | 156 |
| USA Estados Unidos | 10  | 8 | 5 | 0 | 3 | 86 | 33  |

| 30 de janeiro  | SUI Suíça          | 5-4 (1-0, 1-1, 3-3)    | USA Estados Unidos |
| 30 de janeiro  | CAN Canadá         | 3-1 (1-1, 1-0, 1-0)    | SWE Suécia         |
| 30 de janeiro  | POL Polônia        | 7-5 (0-2, 4-2, 3-1)    | AUT Áustria        |
| 30 de janeiro  | TCH Checoslováquia | 22-3 (6-0, 10-1, 6-2)  | ITA Itália         |
| 31 de janeiro  | USA Estados Unidos | 23-4 (5-0, 9-1, 9-3)   | POL Polônia        |
| 31 de janeiro  | TCH Checoslováquia | 6-3 (3-2, 3-1, 0-0)    | SWE Suécia         |
| 31 de janeiro  | SUI Suíça          | 16-0 (4-0, 9-0, 3-0)   | ITA Itália         |
| 31 de janeiro  | GBR Grã-Bretanha   | 5-4 (1-2, 1-1, 3-1)    | AUT Áustria        |
| 1 de fevereiro | CAN Canadá         | 3-0 (1-0, 1-0, 1-0)    | GBR Grã-Bretanha   |
| 1 de fevereiro | USA Estados Unidos | 31-1 (6-0, 11-1, 14-0) | ITA Itália         |
| 1 de fevereiro | SUI Suíça          | 11-2 (2-2, 3-0, 6-0)   | AUT Áustria        |
| 1 de fevereiro | TCH Checoslováquia | 13-1 (2-0, 5-1, 6-0)   | POL Polônia        |
| 2 de fevereiro | SWE Suécia         | 7-1 (3-1, 1-0, 3-0)    | AUT Áustria        |
| 2 de fevereiro | CAN Canadá         | 15-0 (5-0, 6-0, 4-0)   | POL Polônia        |
| 2 de fevereiro | TCH Checoslováquia | 11-4 (4-1, 6-1, 1-2)   | GBR Grã-Bretanha   |
| 3 de fevereiro | CAN Canadá         | 21-1 (11-0, 6-0, 4-1)  | ITA Itália         |
| 3 de fevereiro | USA Estados Unidos | 5-2 (2-0, 2-1, 1-1)    | SWE Suécia         |
| 4 de fevereiro | TCH Checoslováquia | 17-3 (4-0, 5-1, 8-2)   | AUT Áustria        |
| 4 de fevereiro | SUI Suíça          | 12-3 (5-2, 5-1, 1-0)   | GBR Grã-Bretanha   |
| 4 de fevereiro | POL Polônia        | 13-7 (3-1, 6-2, 4-4)   | ITA Itália         |
| 5 de fevereiro | SUI Suíça          | 8-2 (3-0, 3-1, 2-1)    | SWE Suécia         |
| 5 de fevereiro | GBR Grã-Bretanha   | 7-2 (2-0, 1-1, 4-1)    | POL Polônia        |
| 5 de fevereiro | AUT Áustria        | 16-5 (3-4, 6-0, 7-1)   | ITA Itália         |
| 5 de fevereiro | CAN Canadá         | 12-3 (3-1, 4-0, 5-2)   | USA Estados Unidos |
| 6 de fevereiro | SWE Suécia         | 4-3 (1-2, 1-1, 2-0)    | GBR Grã-Bretanha   |
| 6 de fevereiro | SUI Suíça          | 14-0 (8-0, 5-0, 1-0)   | POL Polônia        |
| 6 de fevereiro | CAN Canadá         | 0-0 (0-0, 0-0, 0-0)    | TCH Checoslováquia |
| 6 de fevereiro | USA Estados Unidos | 13-2 (4-2, 4-0, 5-0)   | AUT Áustria        |
| 7 de fevereiro | USA Estados Unidos | 4-3 (1-1, 2-0, 1-2)    | GBR Grã-Bretanha   |
| 7 de fevereiro | SWE Suécia         | 23-0 (6-0, 10-0, 7-0)  | ITA Itália         |
| 7 de fevereiro | SUI Suíça          | 1-7 (0-1, 1-2, 0-4)    | TCH Checoslováquia |
| 7 de fevereiro | CAN Canadá         | 12-0 (5-0, 5-0, 2-0)   | AUT Áustria        |
| 8 de fevereiro | GBR Grã-Bretanha   | 14-7 (6-2, 5-3, 3-2)   | ITA Itália         |
| 8 de fevereiro | SWE Suécia         | 13-2 (5-1, 4-1, 4-0)   | POL Polônia        |
| 8 de fevereiro | TCH Checoslováquia | 4-3 (3-1, 1-1, 0-1)    | USA Estados Unidos |
| 8 de fevereiro | SUI Suíça          | 0-3 (0-1, 0-1, 0-1)    | CAN Canadá         |